# 第18陸航旅 (烏克蘭)
第18陸軍航空旅(烏克蘭語：18-та окрема бригада армійської авіації)是烏克蘭陸軍的陸軍航空部队，駐紮於波爾塔瓦，直接隸屬烏克蘭陸軍司令部。

## 歷史
第18陸航旅是在烏克蘭空軍第831戰術航空旅第215航空司令部的基礎上組建，成立於2015年，是烏克蘭陸軍航空部隊第四支創建的編隊，也是烏克蘭陸軍的一部分。
2020年12月5日，該旅被授予榮譽稱號「伊戈爾·伊萬諾維奇·西科爾斯基」。

## 裝備
截至2019年，部隊配有Mi-2、Msb2、Mi-8MSB-V、Mi-8MT、Mi-24P和Mi-24VP直升機。

## 歷任指揮官
- 謝爾蓋·尼古拉耶維奇·波日達耶夫 (Пожидаєв Сергій Миколайович)上校
- 維塔利·瓦倫蒂諾維奇·帕納修克 (Панасюк Віталій Валентинович)上校